# Maria Tesselschade Visscher

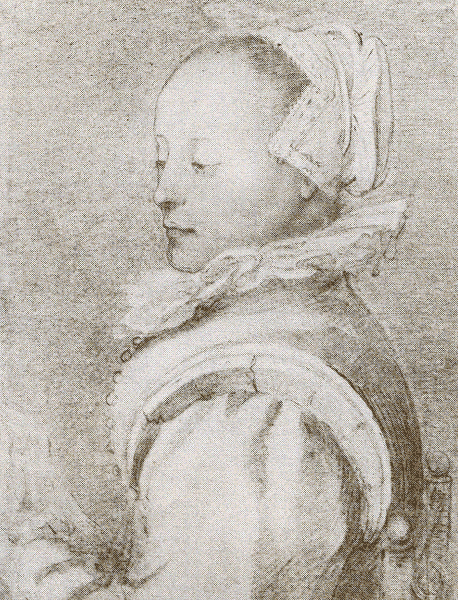
Maria Tesselschade Visscher

Maria Tesselschade Visscher, född 21 mars 1594 i Amsterdam, död där 20 juni 1649, var en nederländsk författare; Roemer Visschers tredje dotter och Anna Roemers Visschers syster.
Själen i "de Muiderkring" överträffade vida sin äldre syster i skaldebegåvning. Namnet Tesselschade gavs henne av fadern till erinran om den "skada", som holländska handelsflottan hösten 1593 lidit vid Texel. Hon firades för sin skönhet och sina talanger, och skalden Gerbrand Adriaensz. Bredero, som tillägnade henne sitt drama "Lucelle" (1616), var en av hennes tidigaste tillbedjare.  
År 1623 trädde hon i äktenskap med en sjöofficer, Allard Krombalch, varöver Joost van den Vondel skrev sin berömda "Vechtzang". År 1634 förlorade hon sin nioåriga dotter och dagen därpå, 28 maj, sin man, 1647 även sin yngsta dotter. Constantijn Huygens antyder i sin "gravskrift", att modern dog av sorg. Huygens och hennes vän Casparus Barlaeus tävlade förgäves som änklingar om hennes hand. 
Hon företog bland annat en översättning på nederländsk vers av Torquato Tassos "Gerusalemme liberata", vilken dock blev ofullbordad och nu är så gott som förlorad. Av hennes efterlämnade 24 dikter - hon skrev även fransk och italiensk vers - är den mest bekanta Onderscheyt tusschen een wilde en een tamme zanghster, i vilken hon sjunger näktergalens lov, men ger priset åt den "tama" sångarinnan, d.v.s. diktens föremål, den berömda sångerskan Maria Pilt. Karakteristiken av näktergalen som "en sjungande fjäder och en vingad sång" är jämte annat ordagrant hämtad från Giambattista Marini. Hennes brev och dikter utgavs av Johannes van Vloten 1852 och av J.F.M. Sterck 1918 (en utgåva förberedd av J.A. Worp).